# Památník padlých ve světových válkách (Mělice)
Památník obětem světových válek se nalézá u autobusové zastávky ve vesnici Mělice, místní části města Přelouč v okrese Pardubice. V těsné blízkosti památníku se nalézá pískovcový pilíř s kovovým křížem a zvonička na dřevěném sloupu.

## Popis
Památník obětem světových válek se spolu s pískovcovým křížem nalézá v obdélníkovém ozdobném mřížovém ohrazení uchyceném v betonových základech.
Památník sestává ze dvou pískovcových kamenů s pamětními deskami.
Větší kámen v podobě velké pískovcové stély se soškou orlice s rozepjatými křídly na vrcholu je věnován památce osmi vojínů z obce Mělice padlých v první světové válce.
Menší kámen umístěný před větším je věnovaný památce Josefa Zemana, padlého 9. května 1945. Na pamětní desce je umístěn nápis: „1945
ON ZEMŘEL VE SLUŽBĚ VLASTI,
MY PRO NI BUDEME VĚRNĚ PRACOVAT
A PRO JEJÍ ROZKVĚT ŽÍT.
ZEMAN JOSEF
NAROZEN 15.V.1924, PADL 9.V.1945
S.C.M. v MĚLICÍCH
VĚNUJE SVÉMU BRATRU“

## Galerie

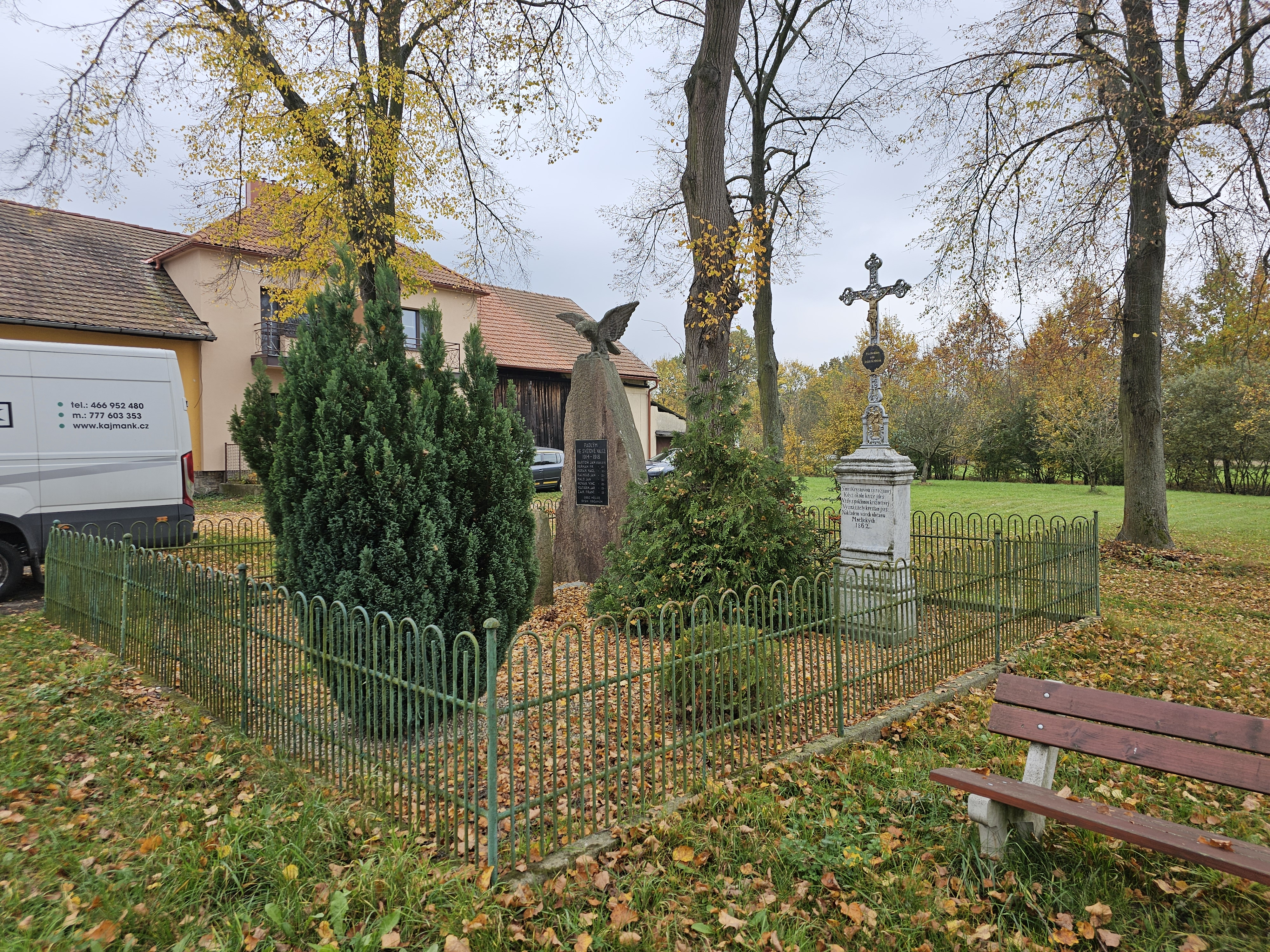
Krucifix a pomník padlých v Mělicích
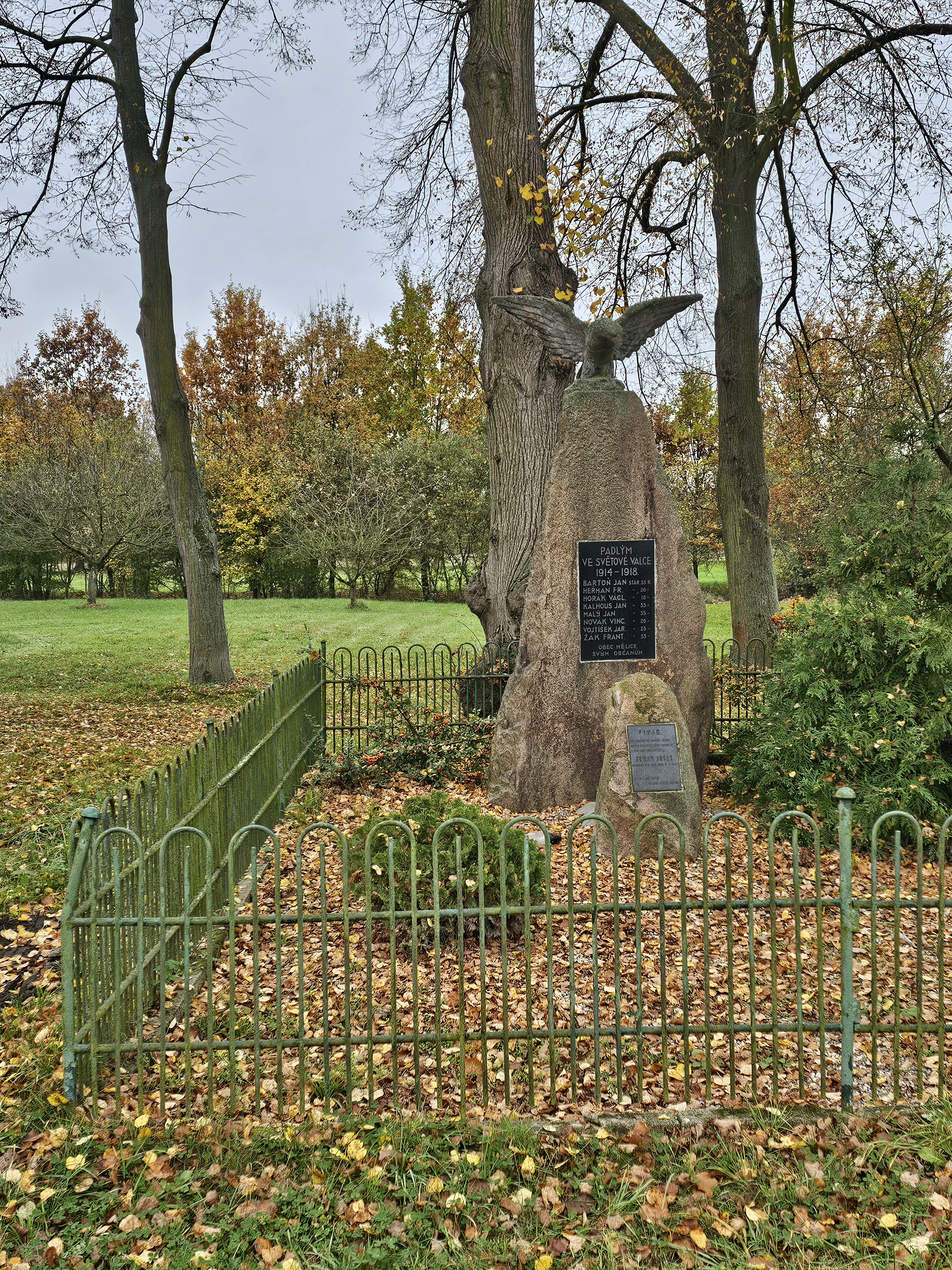
Krucifix a pomník padlých v Mělicích
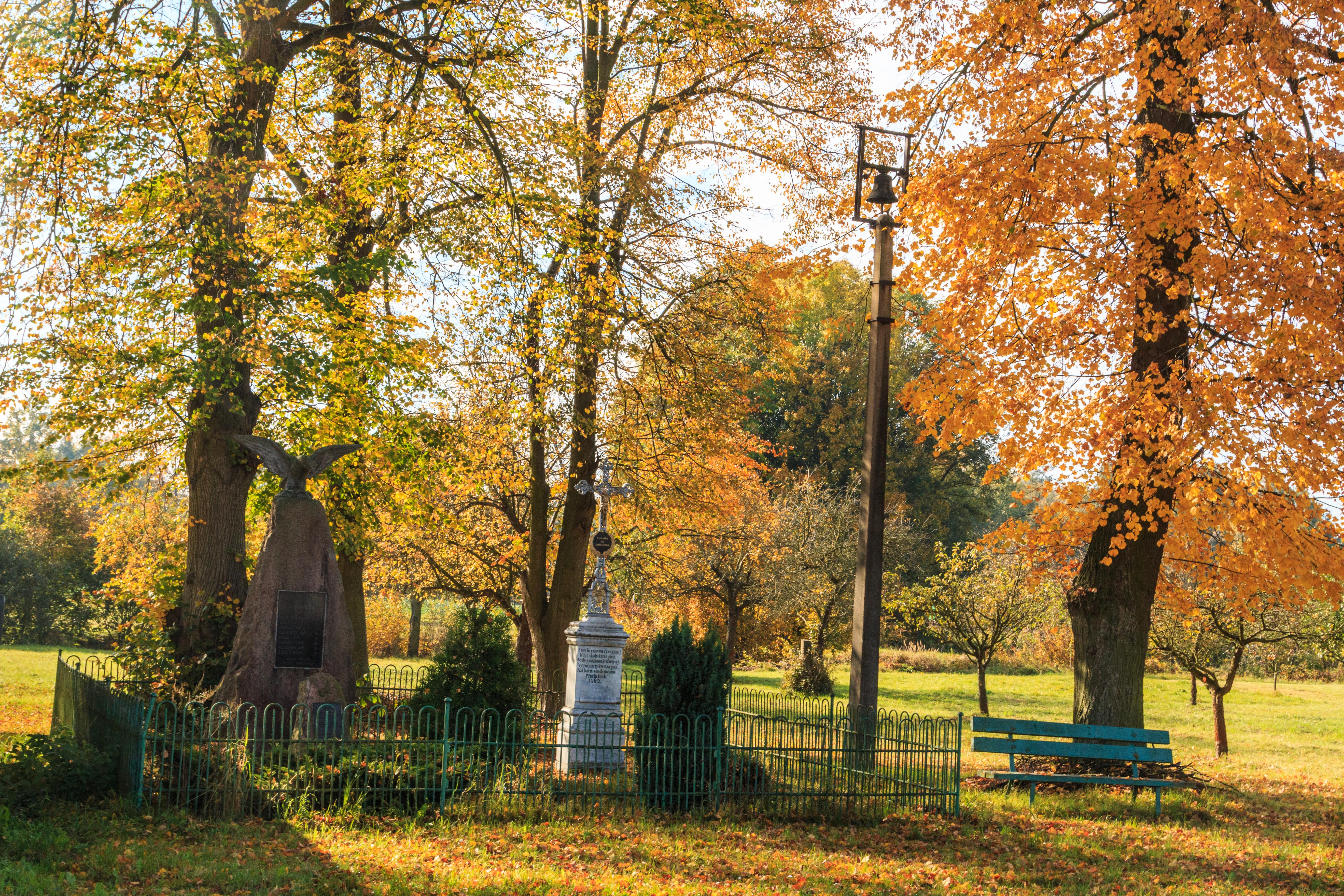
Krucifix a pomník padlých v Mělicích